# Jake Howard
Jake Howard (ur. 30 sierpnia 1945 w Bexley, zm. 11 grudnia 2015) – australijski rugbysta, reprezentant kraju, następnie trener.
Uczęszczał do St Joseph's College, Hunters Hill, gdzie grał na pozycji filara młyna w pierwszej drużynie szkoły, uprawiał wówczas także wioślarstwo. Po ukończeniu szkoły pozostał związany z obiema tymi dyscypliniami – odnosił wioślarskie sukcesy w barwach Sydney Rowing Club oraz trenował w klubie rugby Sydney Uni. Do pierwszego zespołu przebił się w roku 1967, już rok później zwyciężył z nim w rozgrywkach Shute Shield, a łącznie podczas kariery rozegrał w jego barwach 146 spotkań. Został także wybrany do stanowej reprezentacji Nowej Południowej Walii, dla której wystąpił dwunastokrotnie, zaś w latach 1970–1973 rozegrał siedem testmeczów w australijskiej reprezentacji.
Ukończył studia na Sydney University, pozostał jednak związany ze sportem w roli trenera. Prócz Australii pracował jako szkoleniowiec w Irlandii, Japonii, Anglii oraz USA, był także asystentem Boba Dwyera podczas zwycięskiej kampanii Australijczyków w Pucharze Świata 1991. 
W australijskiej reprezentacji występowali także jego teść Cyril Towers i syn Pat Howard. Był żonaty z Margariete, z którą miał czwórkę dzieci – synów Patricka, Toma i Davida oraz córkę Katherine.